# Leycesteria
Leycesteria — рід квіткових рослин родини Caprifoliaceae, що походить з помірних регіонів Азії в Гімалаях і південно-західному Китаї.
Містить сім видів стовбурових чагарників з м'якою деревиною, що досягають 1-2,5 м у висоту. Один вид, Leycesteria formosa, є дуже популярною декоративною рослиною.

## Таксономія
Рід був описаний Натаніелем Валліхом і опублікований у Flora Indica або Описах індійських рослин. Том 2 2: 181. 1824. Типовий вид : Leycesteria formosa.

## Види
- Leycesteria crocothyrsos(інші мови)
- Leycesteria formosa(інші мови)
- Leycesteria glaucophylla(інші мови)
- Leycesteria gracilis(інші мови)
- Leycesteria sinensis(інші мови)
- Leycesteria stipulata(інші мови)
- Leycesteria thibetica(інші мови)